# 第6師団 (日本軍)
第6師団（だいろくしだん）は、大日本帝国陸軍の師団の一つ。
第6師団は、1872年（明治5年）に設置された熊本鎮台を母体に1888年（明治21年）5月14日に編成された師団であり、熊本・大分・宮崎・鹿児島の九州南部出身の兵隊で編成され衛戍地を熊本とする師団である。なお1940年（昭和15年）には歩兵第47連隊（大分）を第48師団に転用し三単位編制に改編された。

## 概要

### 明治・大正期
1894年、日清戦争では山東半島に上陸して威海衛攻略戦に参戦し、日露戦争では当初第2軍に属し沙河会戦を戦うが、沙河会戦後第4軍に編入され奉天会戦に参戦する。
1902年11月、明治天皇を熊本城内の大本営に迎えて行われた陸軍特別大演習に参加。
1910年4月29日、師団司令部留守部を廃止。1916年6月22日、師団司令部が熊本偕行社に移転し、さらに1917年4月5日、熊本市本丸へ移転した。
1923年（大正12年）から1925年（大正14年）にかけて満州に駐屯し、帰国後、1928年（昭和3年）4月の第二次山東出兵に参加する。満州事変では1932年（昭和7年）末に動員がかかり熱河作戦に参戦、さらに中国軍を追って万里の長城まで進出する。
1927年（昭和2年）9月、工兵第6大隊が有明海台風による被害の救援にあたる。
1931年（昭和6年）11月、昭和天皇を熊本県に迎えて行われた陸軍特別大演習に参加。

### 大陸戦線
1937年（昭和12年）日中戦争が勃発すると、7月27日には支那駐屯軍隷下となり華北での作戦に従事し、10月20日には第10軍（司令官：柳川平助中将）隷下となり、第18師団・第114師団とともに杭州湾に上陸し中国軍の背後からの攻撃にあたり、続いて南京攻略戦に参戦する。
1938年（昭和13年）2月14日に中支那派遣軍隷下となり徐州会戦を、同年7月4日には第11軍隷下となり武漢作戦を戦う。この間の昭和13年（1938年）5月15日には、留守第6師団の担当で第106師団が編成され、同じく第11軍隷下で武漢作戦に参戦し悪戦苦闘する一方、第6師団は快進撃を続け漢口一番乗りを果たし10月26日に占領する。

### 太平洋戦線
太平洋戦争開戦後、1942年（昭和17年）11月にソロモン諸島方面の作戦担当の第17軍に編入される。当初はガダルカナル島に派遣される予定であったが大本営はガダルカナル島からの撤退を決定、師団は1943年（昭和18年）初頭にソロモン諸島のブーゲンビル島（Bougainville）南部に進出する。同年11月、タロキナ地区に連合国軍が上陸し飛行場を建設したため、第6師団を主力とした第17軍は飛行場奪取を試みるが、1944年（昭和19年）3月の反攻（第二次タロキナ作戦）を最後に組織的軍事力を失う。

その後、主戦場がサイパンからレイテ島へと移り、アメリカ軍主力の連合国軍は積極的攻勢には出なかったもののソロモン諸島の日本軍は兵站を絶たれ、長く兵器弾薬が欠乏し飢餓と疫病に苦しむ（第2次タロキナ作戦後の歩兵連隊は4,923名（外、戦傷1,787名）、終戦時には1,654名になったという）。1944年（昭和19年）11月に主力がオーストラリア軍に代わった連合国軍は攻勢に転じ、日本軍主力のこもるブイン（Buin）地区に迫ったが、壊滅寸前に1945年（昭和20年）8月15日の終戦を迎えた。同年9月にオーストラリア軍タロキナ基地で降伏文書に調印、南部沖合いのファウロ島（Fauro）に収容される。

### 戦後
1972年（昭和42年）3月2日、衆議院予算委員会で第6師団の軍法会議受刑者65人（処刑者を含む）が遺族年金や軍人恩給の受給対象から外されていることが問題として提起された。

## 歴代師団長
- 山地元治 中将：1888年（明治21年）5月14日 - 1890年（明治23年）6月7日（最後の熊本鎮台司令官）
- 野崎貞澄 中将：1890年明治23年）6月7日 - 1892年（明治25年）12月8日
- 北白川宮能久親王 中将：1892年（明治25年）12月8日 - 1893年（明治26年）11月10日
- 黒木為楨 中将：1893年（明治26年）11月10日 - 1896年（明治29年）10月14日
- 茨木惟昭 中将：1896年（明治29年）10月14日 - 1900年（明治33年）4月25日
- 伊瀬知好成 中将：1900年（明治33年）4月25日 - 1902年（明治35年）5月5日
- 大久保春野 中将：1902年（明治35年）5月5日 - 1906年（明治39年）7月6日
- 西島助義 中将：1906年（明治39年）7月6日 - 1909年（明治42年）9月3日
- 木越安綱 中将：1909年（明治42年）9月3日 - 1911年（明治44年）9月6日
- 梅沢道治 中将：1911年（明治44年）9月6日 - 1915年（大正4年）10月4日
- 明石元二郎 中将：1915年（大正4年）10月4日 - 1918年（大正7年）6月6日
- 小池安之 中将：1918年（大正7年）6月10日 - 1921年（大正10年）6月28日
- 山田虎夫 中将：1921年（大正10年）6月28日 - 1922年（大正11年）11月24日
- 柚原完蔵 中将：1922年（大正11年）11月24日 - 1926年（大正15年）3月2日
- 福田彦助 中将：1926年（大正15年）3月2日 - 1929年（昭和4年）8月1日
- 荒木貞夫 中将：1929年（昭和4年）8月2日 - 1931年（昭和6年）8月1日
- 坂本政右衛門 中将：1931年（昭和6年）8月1日 - 1934年（昭和9年）3月5日
- 香椎浩平 中将：1934年（昭和9年）3月5日 - 1935年（昭和10年）12月2日
- 谷寿夫 中将：1935年（昭和10年）12月2日 - 1937年（昭和12年）12月28日
- 稲葉四郎 中将：1937年（昭和12年）12月28日 - 1939年（昭和14年）12月1日
- 町尻量基 中将：1939年（昭和14年）12月1日 - 1941年（昭和16年）4月1日
- 神田正種 中将：1941年（昭和16年）4月1日 - 1945年（昭和20年）4月1日
- 秋永力 中将：1945年（昭和20年）4月1日 - 終戦

## 歴代参謀長
- 川村景明 歩兵大佐：1888年（明治21年）5月14日 - 1889年3月12日[8]
- 阪元純熈 歩兵大佐：1889年（明治22年）3月12日[9] - 1894年6月6日[10]
- 福原豊功 歩兵大佐：1894年（明治27年）6月6日 - 1894年8月27日[11]
- 松村務本 歩兵大佐：1894年（明治27年）8月30日[12] - 1896年9月25日[13]
- 佐々木直 歩兵大佐：1896年（明治29年）9月25日[13] - 1897年4月14日[14]
- 塚本勝嘉 歩兵大佐：1897年（明治30年）4月22日[15] - 1897年9月28日[12]
- 山根武亮 工兵大佐：1897年（明治30年）9月28日 - 1898年10月1日[16]
- 一戸兵衛 歩兵大佐：1898年（明治31年）10月1日 - 1901年5月22日[17]
- 山本信行 歩兵大佐：1901年（明治34年）5月23日 - 1903年3月21日[18]
- 児島八二郎 歩兵中佐：1903年（明治36年）3月21日 - 1905年8月8日[19]
- 栗田直八郎 歩兵中佐：1905年（明治38年）8月8日 - 1906年7月11日[20]
- 藤井幸槌 歩兵中佐：1906年（明治39年）7月11日 - 1907年12月13日[21]
- 佐藤兼毅 歩兵大佐：1907年（明治40年）12月13日 - 1913年8月22日[22]
- 藤津準一 砲兵大佐：1913年（大正2年）8月22日 - 1916年8月18日[23]
- 市瀬敬三郎 歩兵大佐：1916年（大正5年）8月18日 - 1917年8月6日[24]
- 細野辰雄 歩兵大佐：1917年（大正6年）8月6日 - 1918年7月24日[25]
- 安原滝蔵 歩兵大佐：1918年（大正7年）7月24日 - 1921年7月20日[26]
- 新井亀太郎 歩兵大佐：1921年（大正10年）7月20日 - 1922年8月15日[27]
- 友森繁治郎 歩兵大佐：1922年（大正11年）8月15日 - 1923年12月21日[28]
- 大泉製之助 砲兵大佐：1923年（大正12年）12月21日 - 1927年7月26日[29]
- 黒田周一 歩兵大佐：1927年（昭和2年）7月26日 - 1929年8月1日[30]
- 谷藤長英 歩兵大佐：1929年（昭和4年）8月1日 - 1932年8月8日[31]
- 佐々木吉良 輜重兵大佐：1932年（昭和7年）8月8日 - 1933年12月20日[32]
- 秦雅尚 歩兵大佐：1933年（昭和8年）12月20日 - 1935年3月15日[33]
- 間崎信夫 歩兵大佐：1935年（昭和10年）3月15日 - 1936年3月28日[34]
- 横山勇 歩兵大佐：1936年（昭和11年）3月28日 - 1937年3月1日[35]
- 下野一霍 砲兵大佐：1937年（昭和12年）3月1日- 1938年3月1日[36]
- 重田徳松 砲兵大佐：1938年（昭和13年）3月1日 - 1939年3月9日[37]
- 石川浩三郎 歩兵大佐：1939年（昭和14年）3月9日 - 1941年10月15日[38]
- 山之内二郎 大佐：1941年（昭和16年）10月15日 - 1943年6月11日[39]
- 江島義行 中佐：1943年（昭和18年）6月11日[40] - 終戦[41]

## 最終所属部隊
- 歩兵第13連隊（熊本）：牟田豊治大佐
- 歩兵第23連隊（都城）：福田環中佐
- 歩兵第45連隊（鹿児島）：福永康夫大佐
- 野砲兵第6連隊：中村光平大佐
- 騎兵第6連隊：越沢三郎大佐
- 工兵第6連隊：柴原貞喜少佐
- 輜重兵第6連隊：服部政之助大佐
- 第6師団通信隊：定岡正憲大尉
- 第6師団兵器勤務隊：岩下鉄男大尉
- 第6師団衛生隊：安部政太郎中佐
- 第6師団第1野戦病院：鈴木文治軍医少佐
- 第6師団第2野戦病院：永田盛雄軍医少佐
- 第6師団第4野戦病院：石原定次軍医少佐
- 第6師団病馬廠：永友登獣医大尉
- 第6師団架橋材料隊：矢部茂少佐